# Mexicallis
Mexicallis  (лат.) — род тлей из подсемейства Calaphidinae (Panaphidini). Северная Америка  (Мексика).

## Описание
Мелкие насекомые, длина около 1 мм.
Ассоциированы с растениями Quercus. Бескрылые формы с 4- или 5-члениковыми усиками.
- Mexicallis analiliae Remaudière, G., 1982
- Mexicallis areolata Remaudière, G., 1982
- Mexicallis brevituberculata
- Mexicallis calva Remaudière, G., 1982
- Mexicallis longicauda  Remaudière, G., 1982
- Mexicallis panamensis
- Mexicallis quirosae
- Mexicallis spinifer  Remaudière, G., 1982